# نسرين سلطان خواه
نسرين سلطان خواه  (10 أبريل 1963)، هي سياسية إيرانية. شغلت منصب نائبة رئيس إيران محمود أحمدي نجاد ما بين 2009 و2013.

## التعليم
حصلت نسرين على بكالوريوس العلوم في الرياضيات سنة 1976، ماجستير العلوم في الرياضيات سنة 1978، ودكتوراه في الرياضيات سنة 1994 من جامعة شريف التكنولوجية.

## مشوارها

### مجلس الوزراء
انظمت إلى مجلس الوزراء الإيراني يوم 25 سبتمبر 2005 من طرف الرئيس محمود أحمدي نجاد. كما هي مؤسسة النخب الوطنية الإيرانية.

### مركز المرأة وشؤون الأسرة
شغلت منصب رئيسة مركز المرأة وشؤون الأسرة (المسمى سابقا مركز المشاركة النسائية CWP)، وأيضا مستشارة الرئيس بخصوص المشاكل المتعلقة بالمرأة.
ذكرت سلطان خواه 3 نقط رئيسية للسياسيات المتعلقة بالمرأة والتي سيركز عليها المركز: «الحفاظ على كرامة المرأة بغض النظر عن جنسهم»، «الاستفادة من إمكانيات المرأة في المجالات الإدارية واتخاذ القرارات»، و«التأكيد على دور المرأة في الأسر». كما أكدت سلطان خواه أن المركز منهمك في توجيه قدرات المرأة في مختلف الميادين الاجتماعية والثقافية، فضلا عن توفير فرص عمل لهن.

### الانتماء السياسي
سلطان خواه عضوة في منظمة سياسية باسم تحالف بناه إيران الإسلامية.

### مجلس مدينة طهران
إلى جانب عملها في الفرع التنفيذي للحكومة الإيرانية، حصلت على مقعد لها في مجلس مدينة طهران. وانتهت مدة خدمتها في المجلس سنة 2007.